# Eupithecia aradjouna
Eupithecia aradjouna là một loài bướm đêm trong họ Geometridae.